# アフマド・ハン (ジョチ家)
アフマド・ハン・ビン・クチュク（ペルシア語: احمد خان بن کوچک、1460年以前 - 1481年1月6日 サライ）は、ジョチ・ウルス最後の政権である大オルダのハン（在位：1465年 - 1481年）。大オルダのハンであるクチュク・ムハンマドの息子。

## 概要
1465年、兄のマフムード・ハン（1459年より大オルダのハン）に反乱を起こして権力を奪取した。
1472年、ポーランド王カジミェシュ4世と同盟してモスクワ大公イヴァン3世に対抗、さらに1476年にはイヴァン3世の封臣の地位を承認させようとしたが、ロシアとの力関係がすでに逆転していた。
1480年、モスクワ大公国への軍事遠征を起こしたが、モスクワから150マイルのところでウグラ河畔の対峙を起こした。両軍とも数週間の間敵を挑発したが結局戦闘は起こらず、アフマド・ハンは撤退した。これにより、イヴァン3世はタタールのくびきから脱した。
1481年1月6日、シビル・ハン国のイバク・ハンにより殺害された。